# Ljungby-Feringe flygplats
Ljungby - Feringe flygplats, en mindre flygplats belägen 13 km nordost om Ljungby. Flygplatsen saknar reguljär passagerartrafik och godstrafik. Flygplatsen används av allmänflyget. Näringslivet i regionen har egna flygplan stationerade på flygplatsen. Taxiflyg förekommer också. Flygplatsen används dock främst av sportflyg, segelflyg och fallskärmshoppare. Feringe flygklubb, Feringe segelflygklubb och Smålands fallskärmsklubb har sin bas på flygplatsen.
Flygplatsen har under större delen av sin existens ägts av Ljungby kommun, men från och med 1 juli 2004 ägs flygplatsen av Feringe flygklubb.